# Vargas (gemeente)
Vargas is een gemeente in Venezuela en omvat de gehele Venezolaanse staat La Guaira. 

## Deelgemeenten
De gemeente telde in 2013 ruim 348.000 inwoners. De gemeente is in elf deelgemeenten (parroquia) verdeeld: 
| Parroquia        | Inwoners | Hoofdplaats  |
| ---------------- | -------- | ------------ |
| Caraballeda      | 67.683   |              |
| Carayaca         | 49.248   |              |
| Carlos Soublette | 52.005   | Maiquetía    |
| Caruao           | 7.233    | La Sabana    |
| Catia La Mar     | 112.444  |              |
| El Junko         | 12.688   |              |
| La Guaira        | 25.724   |              |
| Macuto           | 25.506   |              |
| Maiquetía        | 50.985   |              |
| Naiguatá         | 20.099   |              |
| Urimare          | 63.209   | Catia La Mar |

| Detailkaart                         |
| ----------------------------------- |
| Caraïbische Zee D.C. Aragua Miranda |